# Blauwe koolaardvlo
De blauwe koolaardvlo (Phyllotreta cruciferae) is een keversoort uit de familie bladkevers (Chrysomelidae), die tot de tribus Alticini behoort. De wetenschappelijke naam van de soort werd in 1777 gepubliceerd door Johann August Ephraim Goeze. De soort komt van nature voor in Europa en Noord-Azië (niet in China). Als neozoon is de soort in Noord-Amerika geïntroduceerd.

## Beschrijving
De kever is 1,8-2,5 mm groot en heeft een metaalblauwe, groene of bronsachtige kleur. De tweede en derde geleding van de antenne zijn geel. De dekschilden zijn sterk gepunkteerd. Tussen de putjes is het halsschild meestal duidelijk gerimpeld. De bleekgele, ovale eitjes zijn 0,38-0,46 mm lang en 0,18-0,25 mm breed. De witachtige, cilindrische larve is 3–5 mm lang en heeft kleine borstpoten. Het kopkapsel is bruin. De poppen zijn witachtig en ongeveer zo groot als de volwassen kevers. Dankzij een veermechanisme (de "metafemorale veer") in de sterk ontwikkelde dij van de achterste poten kunnen de kevers, typisch voor de meeste aardvlooien wegspringen bij gevaar.

## Levenscyclus
De blauwe koolaardvlo heeft één generatie per jaar. Als volwassen kevers overwinteren ze meestal van oktober tot maart in hagen, bossen en de strooisellaag. Ze worden soms ook gevonden in de koolzaadstoppels van dubbelnulrassen. In het voorjaar verschijnen de kevers vanaf 14 °C. Vanaf een temperatuur van 17,8 °C kunnen ze zonder beperkingen vliegen. Aan het begin van het groeiseizoen voeden ze zich met de bladeren van de achtergebleven vegetatie, zoals koolzaad, wilde mosterd, onkruid of overwinterende waardplanten. Met de geleidelijke toename van de vegetatie  verspreiden ze zich verder en voeden ze zich met name op de bovengrondse delen van de kruisbloemige planten. Ze geven de voorkeur aan kruisbloemige kiemplanten. Ze zijn vooral actief bij warm, droog en windstil weer met temperaturen van 15 tot 27 °C. Ze paren rond eind mei, waarna de vrouwtjes in juni tot 25 eieren in groepjes van één tot vier in de grond leggen. De overwinterde kevers blijven actief tot ongeveer eind juni en gaan begin juli dood. De larven komen na ongeveer 12 dagen uit de eieren en voeden zich met de zijwortels van de waardplanten. Na de larvale fase, die 25 tot 34 dagen duurt, waarin ze drie larvale stadia doorlopen, verpoppen de larven in de grond gedurende zeven tot negen dagen van begin tot half juli. De kevers van de nieuwe generatie komen eind juli tot begin september uit en voeden zich ook met de bovengrondse delen van de plant zoals de bladeren en hauwen of hauwtjes van kruisbloemige planten (Brassicaceae). In de herfst zoeken ze een schuilplaats om te overwinteren.

## Waardplanten
Waardplanten zijn planten van kruisbloemige soorten, zoals koolzaad, herik, onkruiden en die van de Capparaceae-familie.

## Schade
De volwassen kevers beschadigen van de lente tot de herfst vooral jonge planten. Ze voeden zich met de bladeren van de waardplanten zoals rucola, radijs of rettich en veroorzaken veel kleine gaatjes. Bij andere Brassicaceae veroorzaken ze zogenaamde venstervraat, waarbij alleen de buitenste cellaag van de bladeren wordt gegeten. De bladschade varieert afhankelijk van de waardplant. De grootste schade ontstaat binnen de eerste twee weken na ontkieming. Als er veel kevers zijn wordt zelfs het groeipunt van de plant aangetast, waarna deze afsterft. Deze schade kan leiden tot een ernstige oogstdaling (minder en kleinere planten). De schade die de larven aan de wortels aanrichten is minder dan 5% opbrengstverlies. Er wordt alleen schade aangericht aan radijs- en de rettichwortels. Ook kan er schade ontstaan door de overdracht van schimmels en virussen, omdat de kevers Alternaria brassicae (spikkelziekte) kunnen overbrengen. De virussen van het koolrabi- en radijsmozaïekvirus kunnen leiden tot gele verkleuring van de bladeren langs de bladnerven en ook tot groeistoornissen bij jonge planten. Bij planten met een lange groeiperiode, zoals koolzaad, veroorzaakt de nieuwe generatie kevers aan het begin van de herfst nauwelijks schade aan bladeren en hauwen, omdat de planten al groot genoeg zijn. De bovenste, jongere hauwen kunnen echter worden weggevreten, waardoor ze minder zaden bevatten, te vroeg uitdrogen, krimpen, verbrokkelen of bij vochtig weer worden aangetast door schimmelziekten. Bij planten met een korte groeiperiode, zoals radijs, kan echter grote schade optreden door opbrengst- of gewichtsverlies van de planten.

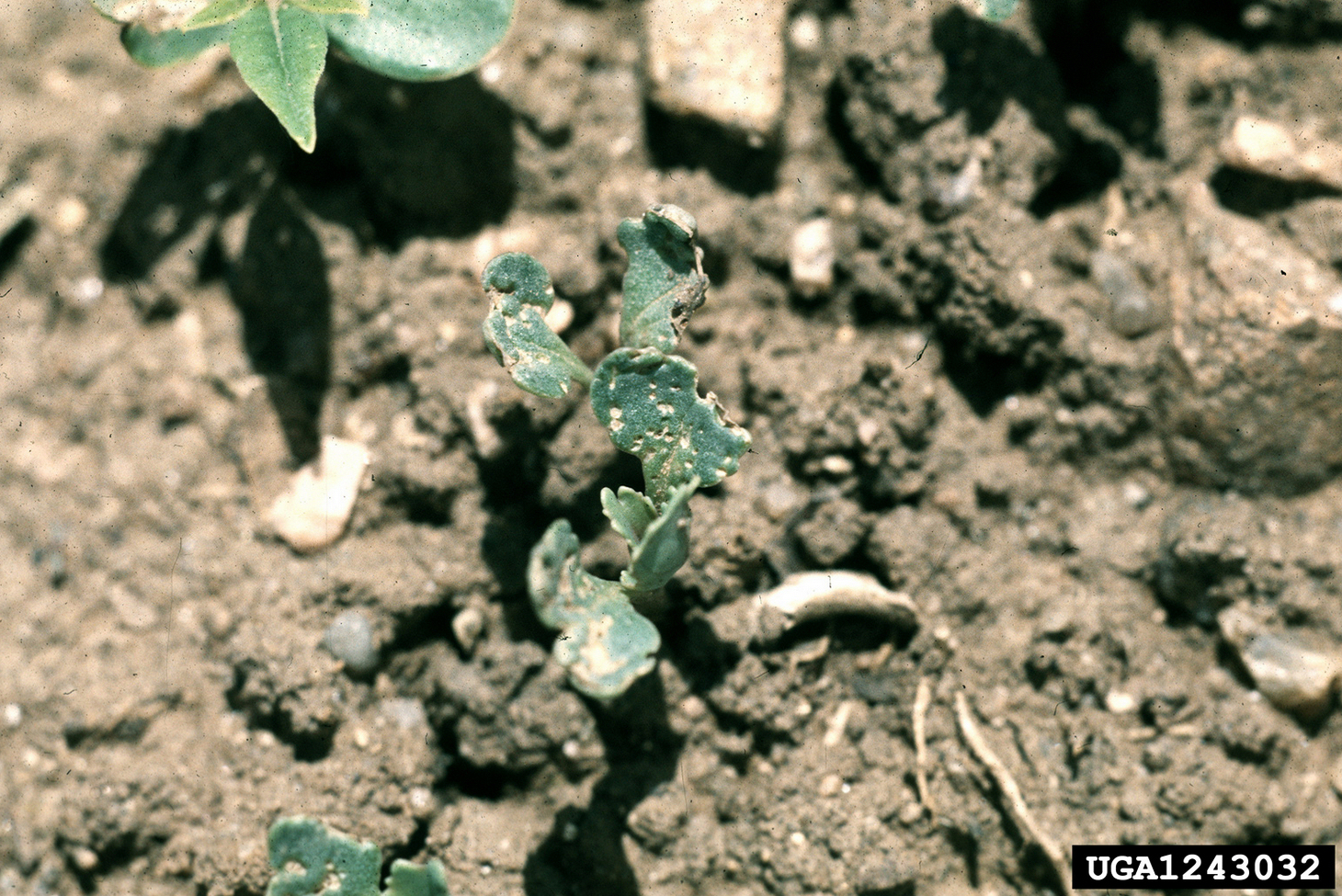
Aantasting van kiemlobben van broccoli
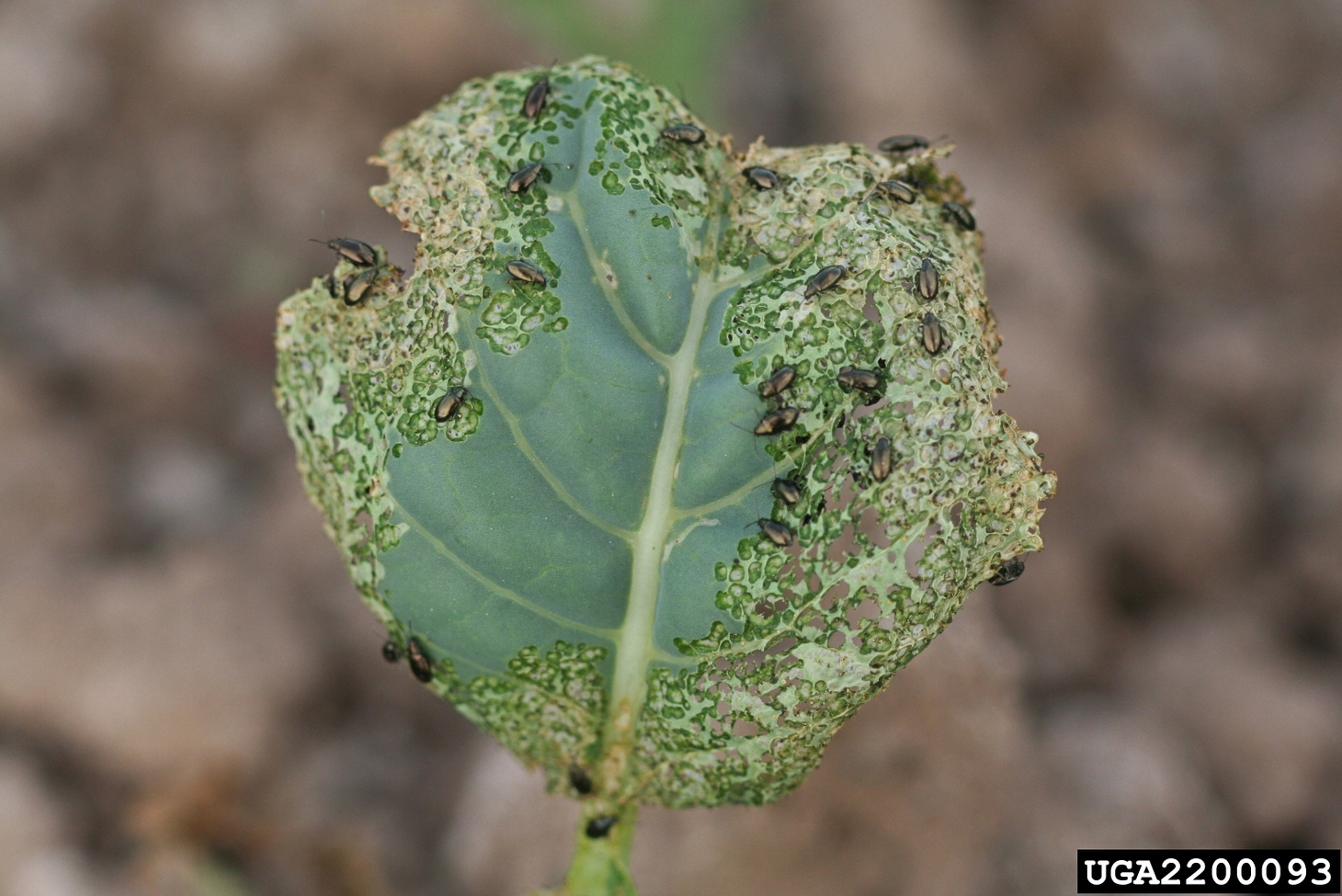
Aantasting van blad van broccoli
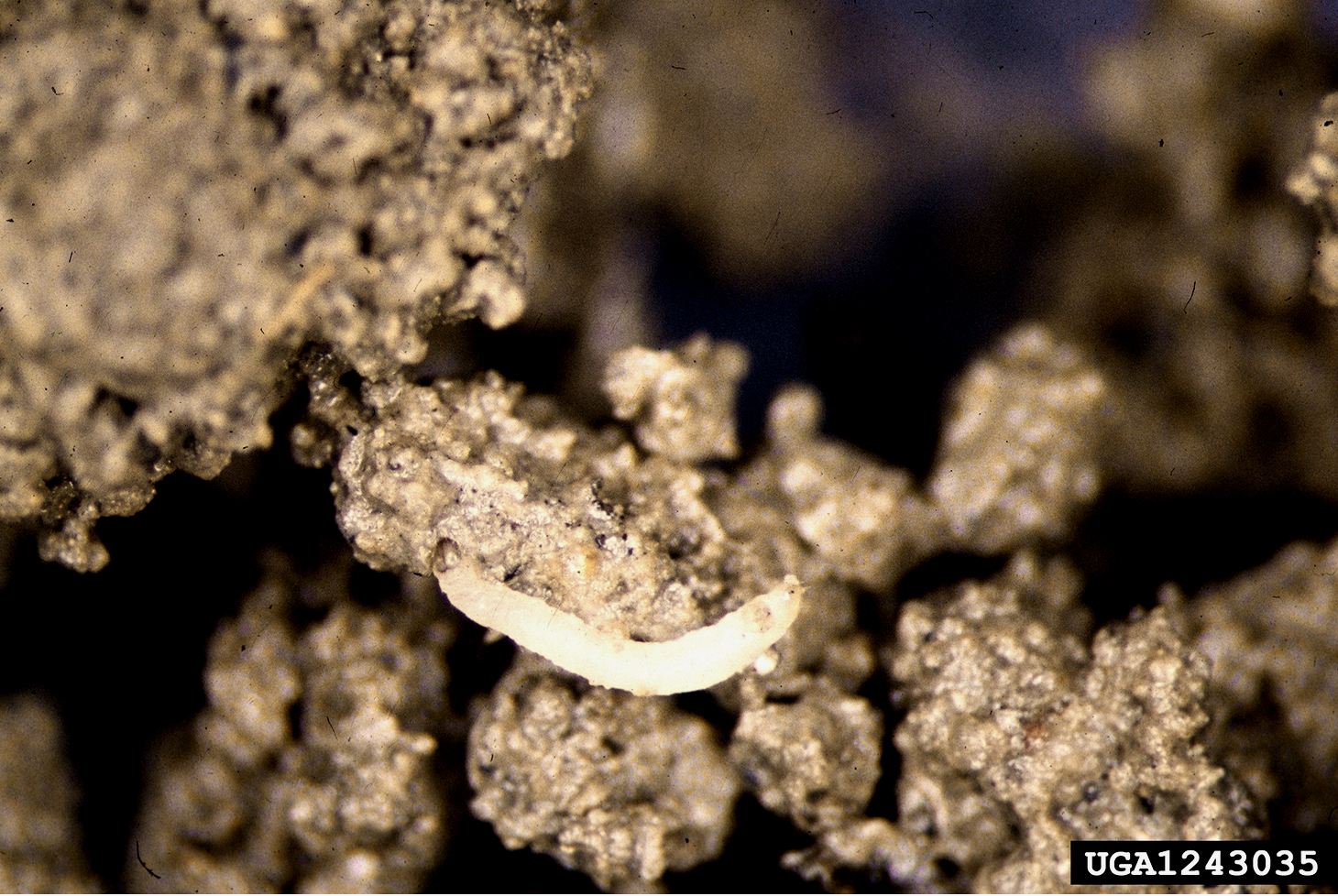
Keverlarve